# غارنت كارتر
غارنت كارتر (بالإنجليزية: Garnet Carter)‏ هو شخصية أعمال ومهندس أمريكي، ولد في 9 فبراير 1883 في مقاطعة لويس في الولايات المتحدة، وتوفي في 21 يوليو 1954 في Lookout Mountain ‏ في الولايات المتحدة.